# Круглыши
Круглыши — упразднённая деревня в Устюженском районе Вологодской области.
Входит в состав Никольского сельского поселения, с точки зрения административно-территориального деления — в Никольский сельсовет.
Расстояние по автодороге до районного центра Устюжны — 30 км, до центра муниципального образования деревни Никола — 8 км. Ближайшие населённые пункты — Богуславль, Воротишино, Куземино.
По данным переписи в 2002 году постоянного населения не было.
5 июня 2020 года упразднена.